# Евринома
Евринома (на старогръцки: Εὐρυνόμη /eu̯.ry.nó.mɛː/) в древногръцката митология е океанида.
В някои митологични традиции се представяна, като майка на майка на харитите (в римската митология - на грациите). Също така, тя е считана и за майка (от Зевс) на речния бог Асоп.
Според орфическата теогония, Евринома и нейният съпруг Офион (от гръцки „ophis“ (ὄφις) - змия) са змиевидни същества (дракони), древни владетели на света, властвали още преди Кронос и Рея, но изместени в битката за Олимпийския престол и изгонени в дълбините на Океана.
Евринома е свързана и с образа на бог Хефест - куцо божество на занаятите. Тя го спасява, когато майка му Хера го хвърля от Олимп в морските води.

## Почитане
Евринома била почитана при сливането на реките Неда и Лимакс в Аркадия. Нейният ксоанон, който можел да се види само когато светилището ѝ се отваряло веднъж годишно, представлявал дървена статуя, свързана със златни вериги, изобразяваща горната част на женско тяло, а долната - на риба. Синът ѝ Азоп бил бог на близкия поток в съседната област Сикион. 
Богинята с рибена опашка Евринома, почитана в Аркадия, може да е била Евринома, съпруга на Офион, Тетида, съпруга на Океан, Евринома, майка на Харити, богиня на река Неда или водна Артемида.